# Карлайл (Кентуккі)
Карлайл (англ. Carlisle) — місто (англ. city) в США, в окрузі Ніколас штату Кентуккі. Населення — 2093 особи (2020).

## Географія
Карлайл розташований за координатами 38°18′57″ пн. ш. 84°2′0″ зх. д. / 38.31583° пн. ш. 84.03333° зх. д. (38.315924, -84.033384).  За даними Бюро перепису населення США в 2010 році місто мало площу 3,44 км², з яких 3,43 км² — суходіл та 0,01 км² — водойми.

## Демографія
Згідно з переписом 2010 року, у місті мешкало 2010 осіб у 892 домогосподарствах у складі 546 родин. Густота населення становила 584 особи/км².  Було 1040 помешкань (302/км²).
Расовий склад населення:
| - 97,1 % — білих - 0,8 % — чорних або афроамериканців - 0,3 % — азіатів |

До двох чи більше рас належало 1,4 %. Частка іспаномовних становила 1,3 % від усіх жителів.
За віковим діапазоном населення розподілялося таким чином: 22,6 % — особи молодші 18 років, 56,5 % — особи у віці 18—64 років, 20,9 % — особи у віці 65 років та старші. Медіана віку мешканця становила 42,3 року. На 100 осіб жіночої статі у місті припадало 85,4 чоловіків;  на 100 жінок у віці від 18 років та старших — 80,4 чоловіків також старших 18 років.
Середній дохід на одне домашнє господарство  становив 34 295 доларів США (медіана — 26 607), а середній дохід на одну сім'ю — 41 842 долари (медіана — 37 394). Медіана доходів становила 36 458 доларів для чоловіків та 24 153 долари для жінок. За межею бідності перебувало 25,0 % осіб, у тому числі 41,6 % дітей у віці до 18 років та 16,8 % осіб у віці 65 років та старших.
Цивільне працевлаштоване населення становило 812 особи. Основні галузі зайнятості: науковці, спеціалісти, менеджери — 17,5 %, освіта, охорона здоров'я та соціальна допомога — 17,1 %, виробництво — 14,8 %.